# برايان بيري
برايان بيري (3 يونيو 1943 في المملكة المتحدة - 6 نوفمبر 2017) (بالإنجليزية: Brian James Perry)‏ هو لاعب كريكت بريطاني. لعب مع المقاطعات الوطنية للكريكيت الإنجليزي والويلزي ‏ ونادي مقاطعة شروبشاير للكريكت ‏.

## وصلات خارجية
- برايان بيري على موقع إي آس بي آن كريك إنفو (الإنجليزية)